# Challenger de Scheveningen 2017

El torneo The Hague Open 2017 fue un torneo profesional de tenis. Perteneció al ATP Challenger Series 2017. Se disputó en su 25ª edición sobre superficie tierra batida, en Scheveningen, Países Bajos entre el 17 al el 23 de julio de 2017.

## Jugadores participantes del cuadro de individuales
| Favorito | País                        | Jugador                | Rank1 | Posición en el torneo |
| -------- | --------------------------- | ---------------------- | ----- | --------------------- |
| 1        | Bandera de los Países Bajos | Robin Haase            | 38    | Primera ronda         |
| 2        | Bandera de Japón            | Taro Daniel            | 92    | Primera ronda         |
| 3        | Bandera de Portugal         | Gastão Elias           | 115   | Segunda ronda         |
| 4        | Bandera de Ucrania          | Sergiy Stakhovsky      | 122   | Segunda ronda         |
| 5        | Bandera de Bélgica          | Ruben Bemelmans        | 124   | FINAL                 |
| 6        | Bandera de España           | Guillermo García López | 143   | CAMPEÓN               |
| 7        | Bandera de Brasil           | João Souza             | 150   | Primera ronda         |
| 8        | Bandera de Eslovaquia       | Jozef Kovalík          | 159   | Segunda ronda         |

- 1 Se ha tomado en cuenta el ranking del 3 de julio de 2017.

### Otros participantes
Los siguientes jugadores recibieron una invitación (wild card), por lo tanto ingresan directamente al cuadro principal (WC):
- Thiemo de Bakker
- Michiel de Krom
- Robin Haase
- Botic van de Zandschulp

Los siguientes jugadores ingresan al cuadro principal tras disputar el cuadro clasificatorio (Q):
- Juan Ignacio Londero
- Marko Tepavac
- Sem Verbeek
- George von Massow

## Campeones

### Individual Masculino
- Guillermo García López derrotó en la final a  Ruben Bemelmans, 6–1, 6–7(3), 6–2

### Dobles Masculino
- Sander Gillé /  Joran Vliegen derrotaron en la final a  Jozef Kovalík /  Stefanos Tsitsipas, 6–2, 4–6, [12–10]